# 강릉국제영화제
강릉국제영화제(江陵國際映畵祭, 영어: Gangneung International Film Festival)는 강원특별자치도 강릉시에서 개최하는 국제 영화제이다. 비경쟁 영화제로 2019년 설립되었다.

## 내력
2019년 8월 23일, 강릉국제영화제를 주관하는 강릉문화재단은 부산국제영화제 이사장 출신 김동호를 초대 조직위원장으로 임명하였다. 또 배우 안성기를 자문위원장에, 부천국제판타스틱영화제 집행위원장 출신 김홍준을 예술총감독으로 임명하였다. 2019년 10월 16일에는 개막작 《감쪽같은 그녀》, 폐막작 《돌아보지 마라》를 비롯한 32개국 73편의 상영작을 공개하였다. 제1회 영화제가 2019년 11월 8일 개막되어 11월 14일까지 진행되었다.